# Car (náutica)
En náutica, car es la extremidad inferior y más gruesa de toda entena.

## Etimología
Car del francés carneau.

## Descripción
El mismo nombre se da en la embarcaciones de vela latina al trozo de percha o pieza de mayor diámetro e inferior de las dos, car y pena, que sólidamente empalmadas, forman la entena en la que se enverga la vela.

## Expresiones
Para indiciar las distintas situaciones en que un barco de vela latina navega se emplean las siguientes frases:
- Car a la roda: al navegar, ciñendo al viento.
- Car amollado: cuando lo la hace recibiendo el viento a un largo.
- Car a través: se dice, cuando navega recibiendo al viento que llega a soplar en popa cerrada.